# Östgötaloppet
Östgötaloppet är en av de äldsta landsvägstävlingarna på cykel i Sverige. Den arrangeras av Cykelklubben Hymer i Linköping och kördes första gången 1925. Sedan 2004 är start och mål beläget i Ljung utanför Ljungsbro. Östgötaloppet inleder vanligtvis den svenska cykelsäsongen på landsväg i april och präglas av vårvindarna över de öppna fälten.

## Slutsegrare

### IK Forwards provinstävling Östgötaloppet
- 1925 Tryggve Johnsson IK Forward
- 1926 Olle Karlsson CK Hymer

### CK Hymers provinstävling Östgötaloppet
- 1927 Olle Karlsson CK Hymer
- 1928 Olle Karlsson CK Hymer
- 1929 Bror Johansson CK Hymer
- 1930 Berndt Carlsson CK Hymer
- 1931 Berndt Carlsson CK Hymer
- 1932 Berndt Carlsson CK Hymer
- 1933 Berndt Carlsson CK Hymer
- 1934 Gunnar Bohmar CK Hymer
- 1935 Gunnar Bohmar CK Hymer
- 1936 Gunnar Bohmar CK Hymer
- 1937 Gunnar Bohmar CK Hymer
- 1938 Olle Karlsson CK Hymer
- 1939 Bertil Engberg CK Antilopen

### CK Hymers nationella/internationella Östgötaloppet
- 1940 Sture Gabrielsson Allmänna CK
- 1941 Sigvard Pettersson Linköpings CK
- 1942 Halle Janemar Upsala CK
- 1943 Börje Karlsson Västerås IK
- 1944 Folke Nordlén CK Stefaniterna
- 1945 Roland Karlsson IFK Kumla
- 1946 Halle Janemar Upsala CK
- 1947 Bengt Klevborg SK Fyrishof
- 1948 Erik Jonsson CK Tuna
- 1950 Olle Wänlund Djursholms IF
- 1951 Yngve Lundh Bollnäs CK
- 1952 Allan Carlsson Norrköpings CK
- 1953 Clarence Karlsson CK Wano
- 1955 Lars Nordvall CK Hymer
- 1956 Axel Ögren Skellefteå AIK
- 1957 Lars Nordvall CK Hymer
- 1958 Karl-Ivar Andersson CK Kedjan
- 1959 Per-Erik Bergkvist CK Wano
- 1960 Karl-Ivar Andersson CK Wano
- 1961 Erik Dickman Borlänge CK
- 1962 Bengt Lager Djurgårdens IF
- 1963 Sture Pettersson Vårgårda CK
- 1965 Bengt Jansson Upsala CK
- 1966 Alf Sundqvist Täby
- 1967 Einar Björklund CK Stefaniterna
- 1968 Bengt Sjöberg CK Hymer
- 1969 Bengt Nilsson CK Stefaniterna
- 1970 Jupp Ripfel CK Falken
- 1971 Sune Wennlöf CK Centrum
- 1972 Curt Söderlund CK Falken
- 1973 Bernt Johansson Tidaholms CA
- 1974 Bernt Johansson Mariestadscyklisten
- 1975 Mats Mikiver CK Antilopen
- 1976 Svein Langholm Norge
- 1977 Lars Ericsson Trelleborgs CK
- 1978 Bernt Scheeler Burseryds IF
- 1979 Claes Göransson IF Saab
- 1980 Peter Weberg IF Saab
- 1981 Håkan Larsson CK Hymer
- 1982 Bengt Asplund Kumla CA
- 1983 Anders Adamsson Örebrocyklisterna
- 1985 Mats Haars CK Hymer
- 1986 Agne Wilson Alingsås CK
- 1987 Thomas Rask CK Falken
- 1988 Torbjörn Wallén Falu CK
- 1989 Niklas Kindåker Stockholms Spårvägar
- 1991 Krister Kernen CK Antilopen
- 1993 Klas Johansson CK Ceres
- 1994 Patrick Serra Team Isostar
- 1995 Dan Kullgren Motala AIF CK
- 1996 Örjan Gustavsson Skoghall CK Hammarö
- 1997 Stefan Adamsson Örebrocyklisterna
- 1998 Örjan Gustavsson Bianchi Scandinavia Cycle Club
- 1999 Henrik Oldin Örebrocyklisterna
- 2000 Johan Lång Frölunda CK GM
- 2001 Jan Mattsson Upsala CK
- 2002 Petter Renäng Team Crescent
- 2003 Mikael Hägg Borlänge CK
- 2004 Mikael Segersäll Team Bianchi Nordic
- 2005 Johan Lindgren Team Cykelcity.se
- 2006 Fredrik Ericsson Team Cykelcity.se
- 2007 Johan Landström Team Cykelcity.se
- 2008 Mattias Westling Team Cykelcity.se
- 2009 Jakob Södergrann CK Hymer
- 2010 Christoffer Stevensson Borås CA
- 2011 Edvin Wilson Borås CA
- 2012 Jesper Dahlström Team Cykelcity.se
- 2013 Jesper Dahlström Motala AIF
- 2014 Jonas Ahlstrand Höllvikens CK
- 2015 Alexander Gingsjö Skara CK
- 2016 Alexander Gingsjö Tre Berg Cykelklubb
- 2017 Marcus Fåglum Karlsson Tre Berg Cykelklubb
- 2018 Hugo Forssell CK Hymer
- 2019 Emil Andersson Giro Cycle Club
- 2020 Edvin Lovidius Södertälje CK
- 2021 Marcus Jansson CK Hymer
- 2022 Hugo Forssell CK Hymer
- 2023 Rasmus Mikiver CK Hymer
- 2024 Hugo Forssell CK Hymer

### CK Hymers nationella/internationella Östgötaloppet, tempolopp
- 1992 Endast för ungdomar och veteraner
- 1999 Jan Karlsson Falköpings CK
- 2000 Jonas Olsson Motala AIF CK GM
- 2001 Björn Sjöberg Motala AIF CK

### CK Hymers nationella/internationella Östgötaloppet, Damer Elit
Listan är tyvärr ej komplett
- 1971 Irene Andersson Tidaholms CA
- 1972 Elisabeth Höglund IK Ymer
- 1973 Marja-Leena Huhteniemi IK Ymer
- 1974 Marja-Leena Huhteniemi CK Stella
- 1975 Susie Hansen Värnamo CK
- 1976 Jill Engström Stockholms Spårvägars GIF
- 1979 Inger Strandberg CK Wano
- 1986 Petra Andersson Mjölby CK
- 1988 Tuulikki Jahre Härnösands CK
- 1989 Pernilla Lundqvist Flens IF
- 1993 Pernilla Johansson CK Revanche
- 1994 Gunilla Johansson Västerås CK
- 1995 Karin Torvaldsson CK Ringen
- 1996 Jenny Algelid Åstorps CK
- 1997 Marie Höljer Ramnäs CK
- 1998 Lotta Green CK Revanche
- 1999 Lotta Green CK Revanche
- 2000 Anna Delfin Eslövs CK
- 2001 Sirpa Ahlroos CK Hymer
- 2002 Camilla Larsson CK Norrtälje
- 2003 Mirella Ehrin CK Falken
- 2004 Monica Holler Laxå CK
- 2005 Ulrika Andersson CK Norrtälje
- 2006 Marie Lindberg Alriksson Cycle Team/CK Filip
- 2007 Camilla Larsson Fredrikshof IF CK
- 2008 Monica Holler CK Hymer
- 2009 Jennie Stenerhag AlrikssonsCykel.se CK
- 2010 Madelene Olsson Svanesunds GIF
- 2011 Annika Löfström Falu CK
- 2012 Sara Olsson Uddevalla CK
- 2013 Martina Thomasson CK Master
- 2014 Hanna Helamb Mölndals CK
- 2015 Julia Karlsson Team Crescent D.A.R.E
- 2016 Emma Ahlstrand Team Ormsalva Athletic Club
- 2017 Ida Erngren Team Crescent D.A.R.E
- 2018 Sara Olsson Team Henrikssons Cykelklubb
- 2019 Clara Lundmark Norbergs CK
- 2020 Nathalie ?!? Stockholms CK
- 2021 Emelie Hjärtström CK Hymer
- 2022 Matilda Frantzich CK Ringen
- 2023 Ebba Granqvist Motala AIF CK
- 2024 Amanda Bohlin CK Hymer